# Jova Live 2002
Jova Live 2002, quindicesimo album di Lorenzo Cherubini, in arte Jovanotti, distribuito solo su Internet dal 2004, raccoglie tracce live prese da diversi concerti.

## Tracce
1. Attaccami la spina/Fino in fondo all'atomo
2. Ragazzo fortunato
3. Piove
4. Un uomo
5. Albero di mele
6. La vita vale/Dal basso
7. Ti sposerò
8. Bella
9. Gente della notte/Per la vita che verrà
10. L'ombelico del mondo
11. Salato parte due
12. Penso positivo
13. Morirò d'amore/Serenata rap
14. Non m'annoio/Date al diavolo un bimbo per cena
15. 30 modi per salvare il mondo

## Formazione
Musicisti
- Jovanotti – voce
- Riccardo Onori – [ chitarra, sitar, banjo
- Saturnino – basso
- Pier Foschi – batteria
- Ernesttico Rodriguez - percussioni
- Peu Meurray - percussioni
- Boghan Costa - percussioni
- Giovanni Allevi - pianoforte
- Stefano Cecere - tastiere
- Marco Tamburini - tromba
- Luca Marianini - tromba
- Dario Cecchini - sax baritono
- Beppe Di Benedetto - trombone
- Piero Odorici - sax e flauto
- Paula Clarke - cori
- June Hamm - cori
- Lorraine Anita Barnes - cori

Produzione
- Soleluna Music – produzione
- Marco Dal Lago missaggio
- Lorenzo Jovanotti Cherubini – direzione artistica
- Maurizio Maggi – registrazione studio mobile Mobile One
- Daniele Mascheroni – assistenza alla produzione